# Nick Geest
 (janvier 2019).
Si vous disposez d'ouvrages ou d'articles de référence ou si vous connaissez des sites web de qualité traitant du thème abordé ici, merci de compléter l'article en donnant les références utiles à sa vérifiabilité et en les liant à la section « Notes et références ».
Nick Geest, né le 16 février 2000 à Zaandam,,, est un acteur néerlandais.

## Filmographie

### Cinéma et téléfilms
- 2010-2011 : De bende van Sjako (nl) : Vin
- 2011 : Dolfje Weerwolfje (nl) : Nico Pochmans
- 2012 : Bonkers : Jantje
- 2012 : VRijland (nl) : Spencer Schimmelpenninck
- 2013-2014 : Aaf (nl) : Bennie Jansen
- 2014 : Verborgen Verhalen (nl) : Daan
- 2014 : Brugklas (nl) : Bram
- 2015 : De Boskampi's (nl) : Le grand garçon dans la cour de récréation
- 2015 : Loser : Davey
- 2015 : Tessa : Guido
- 2016 : Spangas : Jimmy
- 2018 : Flikken Maastricht : Rick Kamp